# 丹尼尔·比尔 (曲棍球运动员)
丹尼尔·比尔（英語：Daniel Beale，1993年2月12日—），澳大利亚男子曲棍球运动员。他曾代表澳大利亚参加2016年和2020年夏季奥林匹克运动会曲棍球比赛，其中2020年奥运会获得一枚银牌。